# بیرکته
بیرکته (روسی: Биректе) یک رودخانه در استان یاقوتستان کشور روسیه است.